# Asterix e la galera di Obelix
Asterix e la galera di Obelix (La galère d'Obélix) è la trentesima storia a fumetti della serie Asterix, creata da René Goscinny (sceneggiatura) e Albert Uderzo (disegni), la sesta scritta e disegnata dal solo Uderzo dopo la morte del collega. La sua prima pubblicazione in volume in lingua originale risale al 1996, quindi fu l'ultimo albo pubblicato nel XX Secolo e per molti anni rappresentò l'ultimo viaggio che Asterix ed Obelix compirono al di fuori della Gallia (tradizione poi ripresa a partire dall'albo Asterix e i Pitti). L'autore dedica l'albo a suo nipote e all'attore Kirk Douglas, che quell'anno compiva ottant'anni e riceveva l'Oscar alla carriera. Molti sono i riferimenti al celeberrimo film Spartacus del 1960.

## Trama
Un gruppo di schiavi di Roma guidati dal greco Spartakis (che ha i tratti somatici di Kirk Douglas nel film Spartacus) riesce ad evadere e a rubare la galera privata di Giulio Cesare, con la quale raggiungono il villaggio degli Irriducibili e chiedono asilo. Il furibondo Cesare ovviamente manda il suo ammiraglio Tacitaccordus e il viceammiraglio Violantinus a recuperare la galera e gli schiavi (pena l'essere mandato in pasto ai leoni in caso di fallimento), ma i legionari vengono (come al solito) sbaragliati dai Galli e dagli schiavi ribelli, cui il druido Panoramix ha somministrato la pozione magica. Ma quando i Galli rientrano al villaggio, trovano una sorpresa sconcertante: Obelix ha approfittato della battaglia per intrufolarsi di nascosto nella capanna del druido e, ignorando i ripetuti divieti, ha scolato d'un colpo un intero paiolo di pozione magica e come effetto collaterale è stato tramutato in una statua di granito. Asterix è disperato, ma il druido riesce con un'altra pozione a riportare in vita Obelix, seppur nelle fattezze di un bambino. Dopo aver messo fuori combattimento l'ammiraglio romano e i suoi soldati, Panoramix e Asterix decidono di andare a cercare una soluzione nella mitica Atlantide insieme a Spartakis e al suo seguito.
Raggiunta la mitica isola (collocata dall'autore nei pressi delle Canarie), purtroppo i galli scoprono che gli atlantidi non conoscono il segreto per invecchiare, bensì solo quello dell'eterna giovinezza. Spartakis e i suoi compagni scelgono di restare ad Atlantide, liberi dai loro ex padroni romani, mentre i galli salpano per l'Armorica. Durante il viaggio la loro nave è attaccata da una galea romana e vedendo i suoi amici in pericolo improvvisamente Obelix riacquista le sue sembianze da adulto e vince la battaglia, segnando per i galli un'altra impresa risoltasi per il meglio. Nel frattempo, a Roma, l'ammiraglio Tacitaccordus, che ha bevuto la pozione magica ma ha commesso lo stesso errore di Obelix, si è trasformato in una statua di granito e i suoi inetti aiutanti hanno dato fuoco all'amatissima galera di Cesare; preso in giro dalla sua amata Cleopatra, il dittatore si vendica degradando a servi i suoi tre sottoposti e collocando la statua nel circo, "dedicata al più grosso salame di Roma", nella speranza che un giorno sia mangiata da qualche belva feroce.

## Riferimenti incrociati
Non è la prima volta che Obelix assaggia la pozione magica, ma nell'albo Asterix e Cleopatra il druido gliene concedeva solo poche gocce per fuggire da una piramide. Qui viene finalmente appagata la curiosità dei lettori di capire perché Panoramix si ostini a non fargli bere la pozione, minacciando chissà quali effetti collaterali.
In questo albo viene fatto per la prima volta il nome di alcuni dei pirati nei quali ricorrentemente Asterix e Obelix si imbattono: il capitano Barbarossa (Barbe Rouge), l'anziano Treppiede (Triple Patte) e la vedetta Babà (Baba).
Ricompaiono anche Cleopatra, vecchia amica di Asterix, già comparsa in Asterix e Cleopatra e Il figlio di Asterix, e la bella Falbalà, a distanza di tanto tempo, di cui Obelix è ancora innamorato nonostante il matrimonio di lei con Tragicomix (confermato nel successivo albo Asterix e Latraviata).
Nell'albo un ex schiavo britanno dichiara di essere nipote di Beltorax (Asterix e i Britanni), il cugino di Asterix.